# Ван Дик, Йо-Ан
Йо-Ан Ван Дик (англ. Jo-Ane van Dyk; род. 3 октября 1997, Вустер, Западно-Капская провинция) — южноафриканская легкоатлетка, специалистка по метанию копья. Серебряный призёр летних Олимпийских игр 2024 года, двукратная чемпионка Африки, чемпионка Африканских игр 2023 года, призёр чемпионатов Африки и Африканских игр.

## Биография
Йо-Ан Ван Дик родилась 3 октября 1997 года.
В Браззавиле, на Африканских играх 2015 года завоевала бронзовую медаль с результатом 50,52 метров. В 2016 и 2018 годах на чемпионатах Африки завоевывала серебряную медаль.
В 2019 году приняла участие в Африканских играх в Марокко и с результатом 55,38 метра стала серебряным призёром.
В 2021 году приняла участие в соревнованиях на летних Олимпийских играх 2020 года в Токио. В секторе для метания копья она не смогла квалифицироваться в финал, заняв 24-е место с результатом 57,69 метра.
На Чемпионатах Африки в 2022 и 2024 году становилась чемпионкой. На Африканских играх 2023 года в Аккре также одержала победу с результатом 60,80 метров.
Квалифицировалась и приняла участие в летних Олимпийских играх 2024 года в Париже. В предпоследний день Олимпиады сумела завоевать серебряную медаль, метнув копьё на 63,93 метра.